# 布拉姆施泰特
布拉姆施泰特是德国下萨克森州的一个市镇。总面积44.85平方公里，总人口1884人，其中男性952人，女性932人（2011年12月31日），人口密度42人/平方公里。